# Eubule John Waddington
Sir Eubule John Waddington, GBE, KCMG, KCVO (* 9. April 1890; † 18. Januar 1957) war ein britischer Kolonialbeamter, der unter anderem zwischen 1938 und 1941 Gouverneur von Barbados sowie von 1941 bis 1947 Gouverneur des Protektorats Nordrhodesien war.

## Leben
Eubule John Waddington, Sohn von Thomas Waddington, trat in den kolonialen Verwaltungsdienst (Colonial Administrative Service) ein und fand zahlreiche Verwendungen. Für seine Verdienste wurde er 1919 zum Officer des Order of the British Empire (OBE) ernannt und fungierte unter anderem von 1932 bis 1935 als Kolonialsekretär der Verwaltung der Kolonie Bermuda. Für seine dortigen Verdienste wurde er 1935 zum Companion des Order of St Michael and St George (CMG) ernannt und fungierte im Anschluss zwischen 1935 und 1938 als Kolonialsekretär der Verwaltung der Kronkolonie Britisch-Guayana.
Am 6. August 1938 wurde er neuer Gouverneur von Barbados und damit Nachfolger von Sir Mark Aitchison Young. Zugleich war er kraft Amtes als Commander-in-Chief of Barbados auch Oberkommandierender der dortigen britischen Truppen und bekleidete diese Posten bis 1941, woraufhin Henry Grattan Bushe am 23. Oktober 1941 neuer Gouverneur und Oberkommandierender wurde. Während dieser Zeit wurde er im Zuge der sogenannten „Birthday Honours“ am 8. Juni 1939 als Knight Commander des Order of St Michael and St George (KCMG) geadelt, so dass er fortan das Prädikat „Sir“ führte.
Sir John Waddington übernahm am 16. Oktober 1941 von Sir John Maybin das Amt als Gouverneur des Protektorats Nordrhodesien, nachdem William Marston Logan vom 9. April bis zum 16. Oktober 1941 kommissarisch die Amtsführung innehatte. Er bekleidete das Amt des Gouverneurs bis zum 16. Oktober 1947, woraufhin Robert Christopher Stafford Stanley erst kommissarischer Amtsinhaber wurde und Sir Gilbert Rennie am 19. Februar 1948 neuer Gouverneur wurde. Am 12. April 1947 wurde er zudem zum Knight Commander des Royal Victorian Order (KCVO) ernannt und am 10. Juni 1948 zum Knight Grand Cross des Order of the British Empire (GBE) erhoben.
Nach seinem Ausscheiden aus dem Kolonialdienst wurde er 1949 Nachfolger von Generalmajor Francis Rodd, 2. Baron Rennell als Präsident des International African Institute (IAI), ein 1926 in London als International Institute of African Languages and Cultures gegründetes Institut für das Studium der afrikanischen Sprachen. Er hatte diese Funktion bis zu seinem Tode 1957 inne. Er war seit 1923 mit Edith Waddington verheiratet. 